# 2,5-Hexandiol
2,5-Hexandiol ist eine chemische Verbindung aus der Gruppe der Diole und bildet drei Stereoisomere:
- (2R,5R)-2,5-Hexandiol,
- (2S,5S)-2,5-Hexandiol und
- meso-2,5-Hexandiol.

## Gewinnung und Darstellung
(2R,5R)-Hexandiol kann aus 2,5-Hexandion gewonnen werden.

## Eigenschaften
2,5-Hexandiol ist eine brennbare, schwer entzündbare, farblose Flüssigkeit, die leicht löslich in Wasser ist.

## Verwendung
2,5-Hexandiol kann zur Herstellung anderer chemischer Verbindungen z. B. 2,4-Hexadien verwendet werden. (2S,5S)-2,5-Hexandiol ist eine Vorstufe chiraler Phosphin-Katalysatoren und chiraler pharmazeutischer Zwischenprodukte.